# Platyauchenia latreillei
Platyauchenia latreillei là một loài bọ cánh cứng trong họ Chrysomelidae. Loài này được Castelnau miêu tả khoa học năm 1840.